# André Rieu

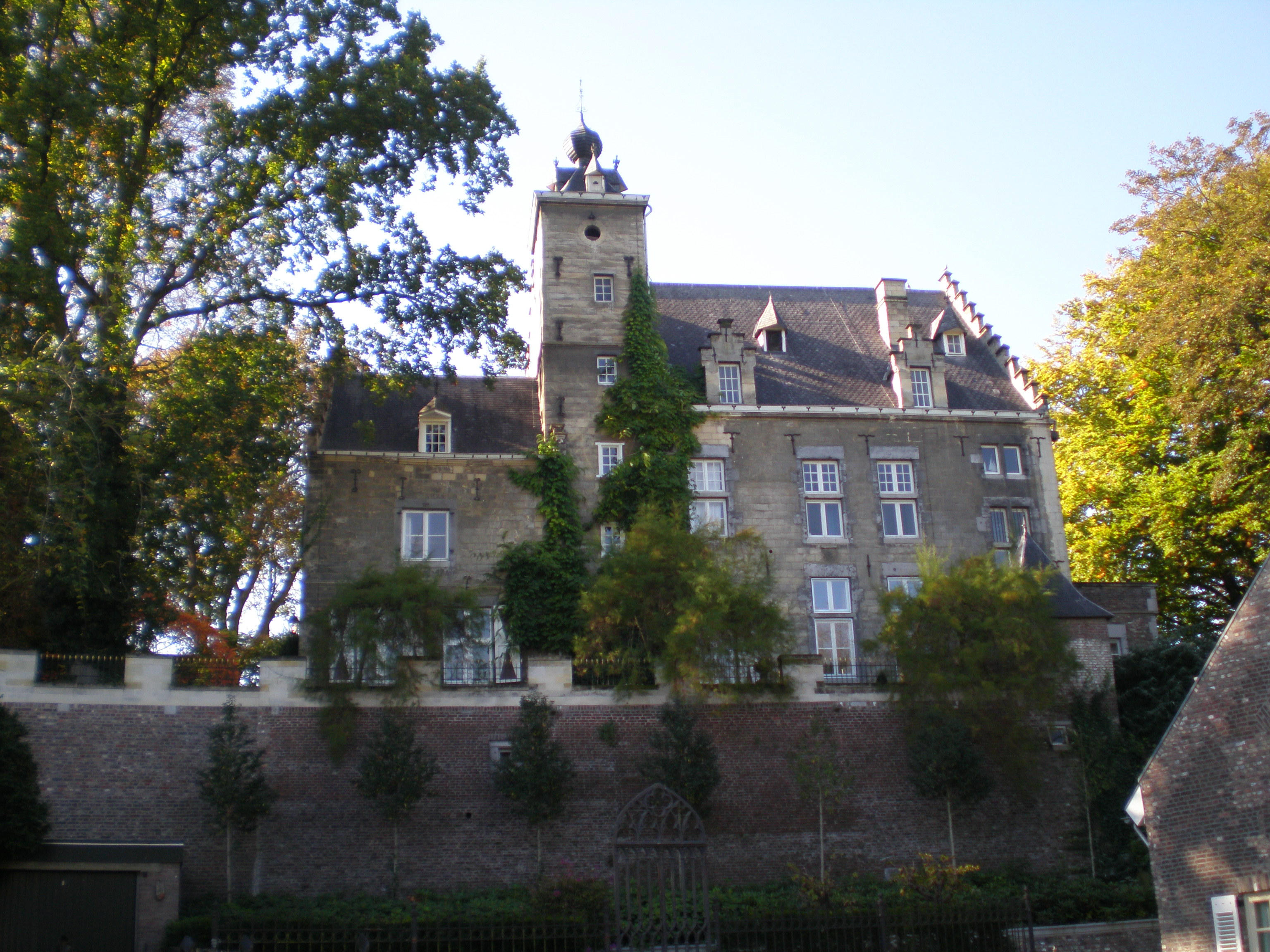
A casa de André Rieu, o "Huis de Torentjes" ou "Castelo de Torentjes” (As pequenas torres), em Maastricht.

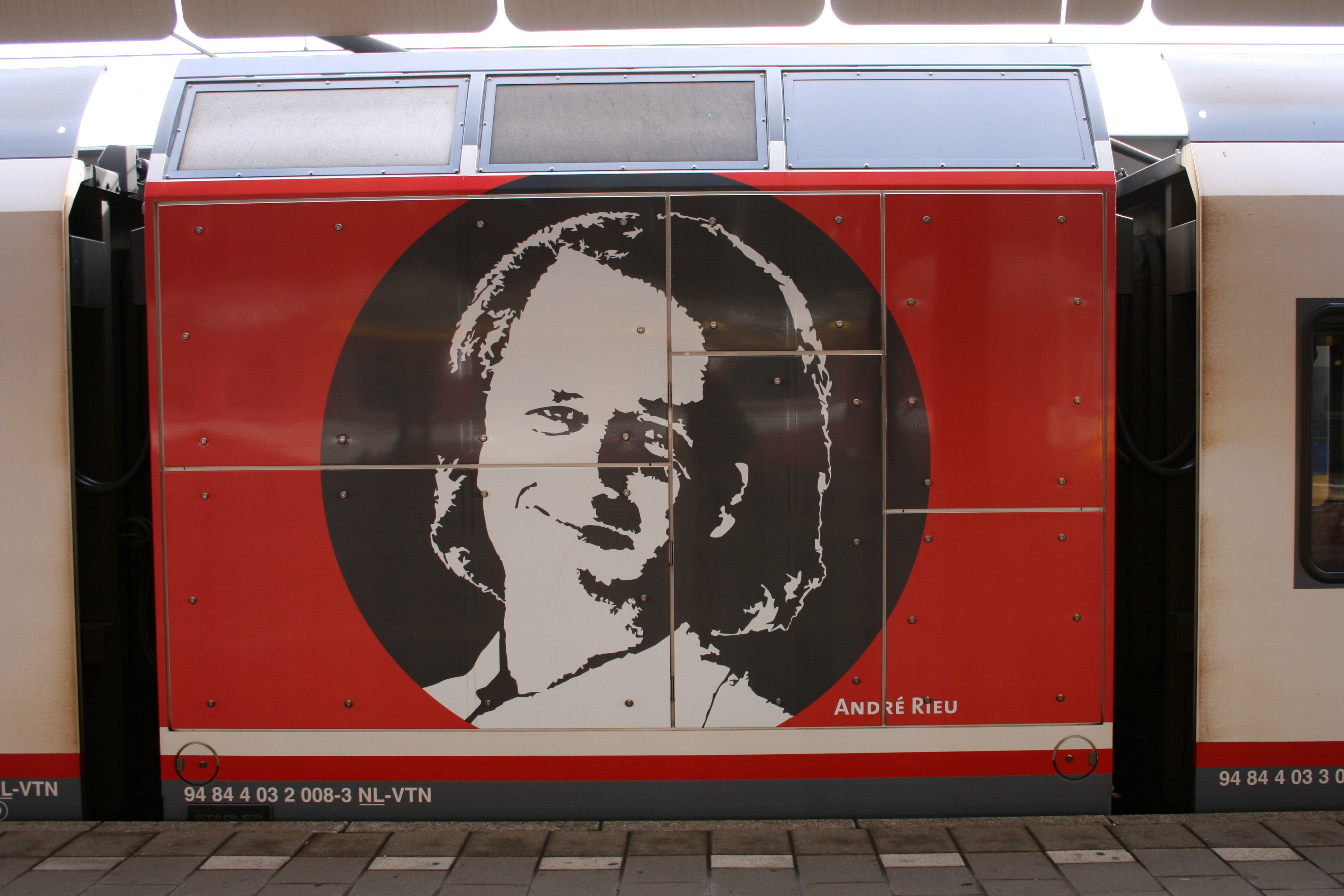
A empresa de transportes públicos "Veolia Transport" nomeou a um de seus carros de linha "Velios-treinen", o n.º 7653 com o nome de André Rieu".

André Léon Marie Nicolas Rieu (Maastricht, Países Baixos, 1 de outubro de 1949) é um violinista, regente e empresário  neerlandês. Ativo desde 1978,  André Rieu é essencialmente orientado para uma forma de música easy listening, com um repertório baseado em peças de  música ligeira e  valsas vienenses muito conhecidas do público e fortemente ancoradas na memória popular. Sua  Maastricht Salon Orchestra, depois renomeada Johann Strauss Orchestra,  é também a base de um lucrativo negócio que emprega uma centena de pessoas e fatura anualmente dezenas de milhões de euros, provenientes de discos e turnês.
Conhecido como o "Embaixador das valsas", divide o topo das paradas  da Alemanha, França e Países Baixos com grandes nomes da música pop. Além disso, suas performances valeram-lhe os melhores postos das paradas clássicas da Billboard, dez milhões de discos vendidos e uma carreira de sucesso em mais de trinta países.

## Infância e estudos
Pertencente a uma família de origem francesa huguenote, André Rieu cresceu ouvindo música erudita: sinfonias, música de câmara e óperas. André Rieu nasceu em 1 de outubro de 1949 na cidade de Maastricht (Países Baixos), onde viviam seus pais e duas irmãs, desde a mudança de Amsterdã. Seu pai, André Rieu Sr., foi regente da Orquestra Sinfônica de Limburg, na época ainda chamada de Orquestra Sinfônica de Maastricht e da Opera em Leipzig, fez dos seis filhos músicos. Seu pai morreu em 1992 devido a um acidente vascular cerebral que o deixou paralisado, André, entretanto, já desde os cinco anos, começara a tomar aulas de violino, mas foi só quando tocou sua primeira valsa, quando estudante no conservatório, que a paixão pela música surgiu.
Em 1967, depois de deixar a escola secundária, André Rieu continua a estudar violino no Conservatório de Liège e mais tarde no Conservatório de Maastricht até 1973. Entre seus professores estavam Jude e Jo Herman Krebbers. Em 1974 ele junta-se ao corpo de músicos do Conservatório Real de Bruxelas, onde terá aulas com o professor André Gertier. Ele concluiu seus estudos em 1977, e recebeu a distinção do "Premier Prix", e para concluir seus estudos neste mesmo ano ele vai para a Academia de Música de Bruxelas. Lá ele desenvolve uma maior ligação [mais afetiva] com a música de salão e, especialmente, a valsa.

## Trajetória
Sua primeira e bem sucedida empresa musical foi "orquestra de Salão Groningsch Plush", depois deste ele fundou a "Orquestra de Salão de Maastricht" em 1978. Por esta época a maioria de seu público era composta, em sua maioria, de idosos (para quem a música tinha um sentimento nostálgico), seu sucesso cresceu rapidamente e em 1987 ele expandiu seu conjunto para a Orquestra Johann Strauss.
Antes disso, entretanto, como violinista da Orquestra Sinfônica de Limburg, ele mantinha atividades musicais paralelas, gravando discos independentes. Sucessos que perpetuaria depois com o CD Strauss & Co, lançado em 1994, chegou aos Estados Unidos com o título Da Holanda, com Amor, e na França, Espanha e Brasil como Valsas. Os vários nomes não atrapalharam em nada a trajetória do álbum, que transformou o artista em um fenômeno de vendas, com repercussão em seus trabalhos seguintes, como The Vienna I Love, André Rieu In Concert e The Christmas I Love, Love Around the World, entre muitos outros.
O grande avanço veio, entretanto, a partir de 1994 com o Second Waltz from Suite para Orquestra Variety por Dmitri Shostakovich, que foi um (hit) sucesso inesperado. Desde então, ele viajaria o mundo com sua música clássica, música de salão espetacular, opereta, trilhas sonoras e música pop não só para os experientes frequentadores de concertos, mas para um grande e novo público que apreciava mais as apresentações orquestrais.
André Rieu, por conta de sua grande atuação cultural, foi condecorado, em 2002, com o título de "Cavaleiro da Ordem do Leão Holandês" e em 5 de março de 2009 ele foi nomeado, na França, com o título de "Cavaleiro da Ordem das Artes e Letras" por causa de propagação e popularização da música clássica no mundo e, especialmente naquele país.
Apesar do sucesso artístico mundial Rieu teve uma série de problemas financeiros. A sua empresa "Andre Rieu Productions Holding", no início de 2010 uma dívida de 12 milhões de euros junto ao Rabobank. Rieu teve que dar seu nome como garantia para o banco.
Em 2009, considerando a vendas de ingressos, significativamente superior ao ano anterior, Rieu foi considerado entre o sexto (6) artista que mais vendeu, à frente de Britney Spears (7), Metallica (11) e Beyoncé (12). O que alavancou consideravelmente os negócios e o sucesso de sua empresa.
Em 2014, Rieu realiza sua tradicional décima série de concertos no Vrijthof, em Maastricht. Estes concertos são tradicionais nas cidades holandesas de Amsterdã, Arnhem, Heerenveen e Maastricht e é nesta última, desde 2005, onde ocorrem as clássicas apresentações anuais, no Vrijthof, que funciona como uma espécie de reconhecimento por ser ela a sua casa.
Rieu ganhou por sete vezes o Prêmio da "Exportprijs" Conamus/Buma.
André Rieu fala fluentemente o neerlandês, inglês, alemão, francês, italiano e espanhol. Atualmente está aprendendo o português, porém acha difícil a pronúncia das vogais anasaladas da língua portuguesa.
Em 2009, foi lançado no Brasil o  DVD André Rieu Live in Austrália, com os melhores momentos do espetáculo. Seus concertos são exibidos no Brasil através da Rede Vida de televisão. Já se apresentou no Domingão do Faustão, quando surpreendeu o público ao executar, com coro e orquestra, a canção "Ai se eu te pego", sucesso do cantor sertanejo Michel Teló.

### Em Portugal
Actuou em 3 e 4 de Maio de 2001 no Coliseu dos Recreios onde apresentou o trabalho «La Vie est belle».
Rieu actua em Março de 2019, esgotando a Altice Arena por sete vezes. São 12 mil espectadores por concerto, que tornam André Rieu no artista que mais encheu a Altice Arena na história da sala. Entretanto, já anunciou mais duas datas para Portugal: 20, 21 e 22 de novembro de 2019, e para 2020.

## Críticas
Apesar do sucesso internacional com o mix de valsas e música popular, Rieu também atrai críticas, como a de David Templeton, da revista Strings:
"Ironicamente, as razões do  sucesso de Rieu também lhe têm rendido as mais pesadas críticas, tornando-o um alvo fácil de reações negativas principalmente contra o emocionalismo calculado e os floreios teatrais de suas performances, o que, segundo muitos, apenas barateia a experiência de música clássica. Estações de rádio clássicas fogem de sua música como o diabo foge da cruz, embora - vamos e venhamos - Rieu seja um soberbo violinista."
Sobre sua popularidade e  toda a polémica mediática que o cerca, Eamonn Kelly escreveu no jornal The Australian:
"É decepcionante ver  jornalistas professionais recorrerem a estereótipos baratos e incorrectos para desqualificar a crítica a  Rieu." 
Mas Kelly pondera:
"Igualmente equivocados são aqueles que apressadamente descartam Rieu. Performances ao vivo e gravadas de Rieu têm trazido alegria a milhões de pessoas. Poucos dos seus espectadores são ouvintes regulares de música clássica, e pode ser considerado auspicioso que, através de Rieu, eles estejam ouvindo standards do cânone clássico. O facto de que o foco de Rieu seja  o repertório mais acessível, agradável, não é argumento contra as suas credenciais musicais." 

## Trivialidades
- André Rieu é casado desde 1975 com seu amor de infância Marjorie. Eles têm dois filhos: Marc (nascido em 1977) e Pierre (nascido em 1981). Tem ainda três netos: Ivan e as gêmeas Linde e Lieke.
- Em 1978, nasce Marc, o primeiro filho do casal André e Marjorie. No mesmo ano, André Rieu cria a sua primeira orquestra: a "Orquestra de Salão de Maastricht".
- Ele vive no "Huis de Torentjes" ou "Castelo de Torentjes” (As pequenas torres), em Maastricht.
- André Rieu apareceu como ele mesmo, através da telenovela australiana "Neighbours", em 2008.[11]
- A empresa de transportes públicos "Veolia Transport" nomeou a um de seus carros de linha "Velios-treinen", o n.º 7653 com o nome de André Rieu".[12]
- Tineke Schouten numa sátima sobre André Rieu durante o show Top Ten "Andrea Riool".
- André Rieu apareceu, como ele mesmo, em um episódio da série policial "Flikken Maastricht". Neste episódio a sua equipe tenta impedir um ataque iminente durante os de seus "Vrijthofconcerten".
- Em 1995, durante o torneio da "Liga dos Campeões da UEFA" entre Ajax-Bayern de Munique, André Rieu executa, no restante das meias-finais a peça "The Second Waltz" de Shostakovich.
- O ator Anthony Hopkins, também compositor e, grande admirador de André Rieu, pediu-lhe para executar uma valsa que ele tinha composto em sua juventude, ainda inédita. A primeira apresentação desta valsa teve lugar em 2011 em Viena e mais tarde nesse mesmo ano, André Rieu interpretou a peça também no ["Vrijthof square Maastricht", na presença de Hopkins e sua esposa.[13][14]
- O nome em Inglês (por cabo/satélite) do canal Sky Arts 2, um dos canais do grupo britânico BSkyB-concern, mudou entre 30 de março e 14 de abril de 2013 seu nome para Sky Arts Rieu e enviou 24 horas de shows e documentários sobre e de André Rieu.[15]

## Discografia
- 1992 - Merry Christmas
- 1993 - Hieringe biete
- 1994 - Strauss & Co
- 1995 - Strauss gala
- 1995 - D'n blauwen aovond
- 1995 - Hieringe biete 1 & 2
- 1995 - Carre Amsterdam (TV show em VHS)
- 1996 - In Concert
- 1997 - The Christmas i Love Christmas with Andre Rieu
- 1997 - The Vienna i Love
- 1997 - Straus & Co Neujahrskonzert
- 1998 - Romantic Moments
- 1998 - Waltzes
- 1999 - Fiesta!
- 1999 - 100 Years of Strauss
- 2000 - La Vie Est Belle
- 2000 - A Dream Come True
- 2001 - Live at the Royal Albert Hall
- 2001 - Musik Zum Träumen
- 2001 - Worldtour concert
- 2002 - Love Around the World - Walzertraum (Croisiere romantique)
- 2002 - Dreaming
- 2002 - Gala Concert
- 2002 - The Best of Andre Rieu Live
- 2002 - Walzertraum
- 2003 - Sylvester in Wien - New Year's Eve in Vienna
- 2003 - André Rieu at the Movies
- 2003 - Live in Dublin
- 2003 - Romantic Paradise
- 2003 - Maastricht Salon Orkest – Serenata
- 2003 - 100 Years of Strauss
- 2004 - Live in Tuscany
- 2004 - The Flying Dutchman
- 2004 - Sylvester Punsch - New Year's Eve Punch
- 2004 - The Flying Dutchman- 13 faixas
- 2005 - Songs from My Heart
- 2005 - Christmas Around the World
- 2005 - Dreaming
- 2005 - Love Songs
- 2005 - Live in Maastrich I - The Homecoming
- 2006 - Auf Scholoss at Schönbrunn, in Wienn
- 2006 - Radio City Music Hall Live in New York
- 2007 - In Wonderland
- 2007 - Live in Vienna
- 2007 - Romance
- 2008 - Live in Australia
- 2008 - Waltzing Matilda
- 2008 - The 100 Most Beautiful Melodies
- 2008 - Live in Dresden: The Wedding at the Opera Live in Der Semperoper
- 2008 - Live in Maastricht II
- 2009 - Forever Vienna
- 2009 - The Best of André Rieu
- 2009 - Masterpieces
- 2009 - You'll Never Walk Alone
- 2009 - Ich hab mein Herz in Heidelberg verloren
- 2009 - Live in Amsterdam (Arena)
- 2009 - Live in Maastrich III - Songs From My Heart - Aus Meinem Herzen
- 2009 - Live in Sydney
- 2010 - Live in Maastrich IV - A Midsummer Night's Dream
- 2010 - My African Dream
- 2010 - Roses from The South (Live in Isle of Mainau)
- 2011 - Fiesta Mexicana (Live in México)
- 2012 - Live in Maastricht V - The under The Stars
- 2013 - Live in Brazil
- 2013 - Happy Birthday: Celebrating 25 Years of the Johann Strauss Orchestra